# Isolierter 17,20-Lyase-Mangel
Der Isolierte 17,20-Lyase-Mangel ist eine sehr seltene angeborene Form der CAH durch 17-alpha-Hydroxylase-Mangel, die zu den Kongenitalen Nebennierenhyperplasien, auch Adrenogenitales Syndrom Typ V, gehört und zur Störung der Geschlechtsentwicklung führt.
Die Besonderheit ist der isolierte Mangel an 7α-Hydroxyprogesteron-Aldolase, kurz: 17,20-Lyase.

## Verbreitung
Die Häufigkeit wird mit unter 1 zu 1.000.000 angegeben, die Vererbung erfolgt autosomal-rezessiv.

## Ursache
Der Erkrankung liegen Mutationen im CYP17A1-Gen auf Chromosom 10 Genort q24.32 zugrunde.
Das Gen kodiert für das P450C17-Enzym, welches als Katalysator für zwei verschiedene Reaktionen wirkt, einmal für die Steroid-17α-Hydroxylase und zum anderen für die 17α-Hydroxyprogesteron-Aldolase (kurz: 17,20-Lyase).

## Differentialdiagnose
Abzugrenzen sind andere Formen der Kongenitalen Nebennierenhyperplasie bzw. des Adrenogenitalen Syndroms, insbesondere die CAH durch 17-alpha-Hydroxylase-Mangel mit kombiniertem kompletten oder partiellen Mangel an 17-Alpha-Hydroxylase und 17,20-Lyase.

## Therapie
Die Behandlung besteht aus einer lebenslangen Hormonersatztherapie.